# Sheikhupura

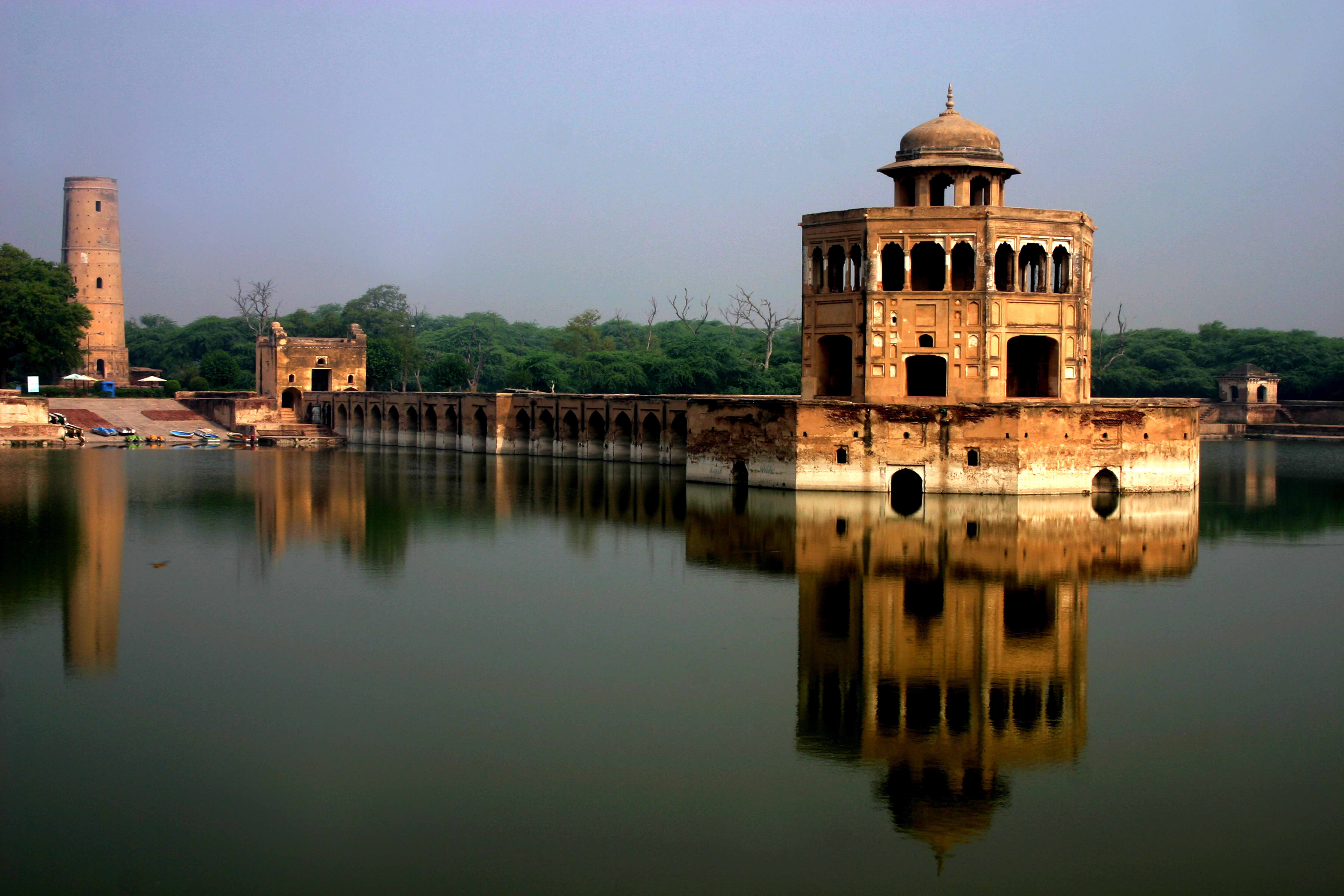
Hiran Minar-Park bei Sheikhupura

Sheikhupura oder Shaikhupura (Urdu شَيخُوپُورہ) ist eine Industriestadt mit 473.129 Einwohnern in der pakistanischen Provinz Punjab; sie ist gleichzeitig Verwaltungssitz des gleichnamigen Distrikts. Die Stadt erhielt ihren Namen nach Prinz Sheikhu, dem ältesten Sohn und Nachfolger des Mogulherrschers Akbar I.

## Geographie

### Lage
Sheikhupura liegt in einer Höhe von ca. 210 m ü. d. M. knapp 45 km (Fahrtstrecke) nordwestlich von Lahore.

### Klima
Sheikhupura hat, wie fast die gesamte Provinz Punjab, ein extremes Klima. Die Sommersaison beginnt schon im April und endet im Oktober. Während dieser Zeit beträgt die Temperatur 30 bis 45 °C. Die regenreichsten Monate sind Juli und August. Das Winterhalbjahr dauert von November bis März, von denen die kältesten Monaten Dezember und Januar sind. In diesen zwei Monaten liegt die Temperatur bei etwa 5 °C.

## Bevölkerung
Offizielle Bevölkerungsstatistiken werden erst seit 1972 geführt und veröffentlicht.
| Jahr      | 1972   | 1981    | 1998    | 2017    |
| Einwohner | 80.560 | 141.168 | 280.236 | 473.129 |

Die Stadt und der Distrikt von Sheikhupura haben zuwanderungsbedingt das stärkste Bevölkerungswachstum des Landes. Ca. 95 % der Einwohner sind Moslems; hinzu kommen etwa 5 % Hindus, Sikhs und andere.

## Wirtschaft
Die Stadt liegt in einer traditionell landwirtschaftlich genutzten Umgebung. Seit den 1980er Jahren bietet sie ständige verbesserte Infrastruktur für Handwerk, Industrie, Handel und Dienstleistungsunternehmen aller Art.

## Geschichte
Die fruchtbare Region des Punjab ist schon lange besiedelt. Der Mogulkaiser Jahangir gründete im Jahr 1607 die Stadt an ihrer heutigen Stelle. Im 18. Jahrhundert gehörte sie zum Herrschaftsgebiet der Sikhs; im Jahr 1849 kam sie zu Britisch-Indien. Bei der Teilung Indiens im Jahr 1947 kam sie zusammen mit der größeren Nachbarstadt Lahore zu Pakistan.

## Sehenswürdigkeiten
Trotz ihrer langen Geschichte hat Sheikhupura kaum Sehenswürdigkeiten von historischer oder kultureller Bedeutung. Eine Ausnahme bildet lediglich der ca. 4 km nordwestlich der Stadt gelegene ehemalige Jagdpark Jahangirs mit einem mehrgeschossigen runden Aussichts- oder Jagdturm (Hiran Minar) sowie einem künstlich angelegten See (tank) mit einem rechteckigen Torbau und einem oktogonalen Seepavillon mit aufsitzendem Chhatri.

## Persönlichkeiten
- Seed Anwar (1943–2004), Hockeyspieler